# Aniara (film)
Aniara är en svensk film i regi av Hugo Lilja och Pella Kågerman. Den bygger på Harry Martinsons episka dikt Aniara från 1956. Filmen hade premiär den 1 februari 2019 i Sverige.

## Handling
Aniara är ett rymdskepp som ska transportera många människor från jorden till Mars eftersom jorden har drabbats hårt av miljöförstöring. Men efter att oväntat tvingas väja för rymdskrot skadas Aniara och hamnar ur kurs, vilket förändrar förutsättningarna totalt.

## Medverkande
| Emelie Garbers           | – mimaroben     |
| Bianca Cruzeiro          | – Isagel        |
| Anneli Martini           | – astronomen    |
| Emma Broomé              | – Chebeba       |
| Arvin Kananian           | – Chefone       |
| Peter Carlberg           | – chefstekniker |
| Dakota Trancher Williams | – Tivo          |
| Jennie Silfverhjelm      | – Libidel       |

## Produktion
Filmen producerades av Meta Film Stockholm. Den fick åtta miljoner kronor i produktionsstöd från Svenska filminstitutet.
Inspelningen inleddes den 31 oktober 2016 i Stockholm och på Gotland. Inspelningsplatser i Stockholm var bland annat Stockholm Waterfront och Sollentuna Centrum, medan Gotland stod för ateljéscenerna.